# William Maddock Bayliss
William Maddock Bayliss (2 de mayo de 1860, Wolverhampton - 27 de agosto de 1924, Londres) fue un fisiólogo inglés.
Junto a Ernest Starling estudió la contracción y dilatación de los vasos sanguíneos que son controlados por los nervios, descubriendo por consecuencia la onda peristáltica. En 1902 demostraron que el ácido clorhídrico mezclado con alimentos parcialmente digeridos, activaba una sustancia química en el duodeno que llamaron secretina, debido a la secreción de jugo pancreático. Esto marcó el descubrimiento de las hormonas, un término que ambos acuñaron. Bayliss también expuso como la tripsina se formaba de tripsinógeno y cuantificó con precisión el tiempo que duraba digerir la proteína.